# تل شغیب
تل شغیب (به عربی: تل شغیب) یک روستا در سوریه است که در استان حلب واقع شده‌است. تل شغیب ۵٬۱۱۰ نفر جمعیت دارد.